# Écotoxicologie
L'écotoxicologie est une discipline scientifique récente située à l'interface entre l'écologie et la toxicologie, née de la reconnaissance du fait qu'un nombre croissant de  polluants ont contaminé et continuent à contaminer tout ou partie de la biosphère et pour certains interagissent entre eux et avec le vivant.
Cette discipline scientifique étudie le comportement et les effets d'agents « polluants » sur les écosystèmes, qu'il s'agisse d’agents d’origine artificielle (incluant médicaments, perturbateurs endocriniens, etc.) ou d'agents naturels dont l’humain modifie la répartition ou les cycles dans les différents compartiments de la biosphère.
Parmi les premiers objectifs de l'écotoxicologie figurent la connaissance et la prévention, mais il est aussi de plus en plus demandé aux écotoxicologues d'aussi prévoir (prospective) les effets des pollutions, en nature, intensité et durée, et les risques associés.
Le toxicologue cherche donc à caractériser le risque via :
- le danger d'une substance, évalué par des études de toxicité (aiguë ou chronique, intrinsèque ou en cocktails, etc.) des produits et l'établissement de seuils relatifs au-delà desquels une substance a un effet toxique ou en deçà desquels elle est inoffensive) ;
- la probabilité d’exposition à cette substance, qui dépend de ses propriétés physiques et chimiques, des caractéristiques de l'environnement, de la durée d'exposition (continu, occasionnel), la voie d'exposition (percutanée, en ingestion, par inhalation…) et l'individu exposé (sexe, âge, vulnérabilité particulière, etc.).

Comme les sensibilités aux toxiques diffèrent selon les espèces et les écosystèmes, les seuils établis, recherchés ou considérés par l'écotoxicologie (indices d'évaluation et seuils de sécurité) de même que les biomarqueurs peuvent fortement différer de ceux qui ont été établis par les toxicologues pour l'être humain.
À l'interface entre la toxicologie et l'écotoxicologie se trouve le domaine commun de la santé environnementale, où les agroécosystèmes et l'élevage tiennent une place particulière, notamment pour certaines zoonoses, maladies ou intoxications ou phénomènes de résistance aux antibiotiques susceptibles de toucher à la fois l'humain et les autres animaux, domaine pour l'étude commune duquel l'Organisation mondiale de la santé (OMS) et l'Organisation mondiale de la santé animale (OIE) se sont rapprochés. On y trouve aussi de nombreux biomarqueurs de stress écologique et de toxicité, qui sont communs à tous les animaux (y compris l'humain), voire partagés avec les plantes ou champignons.

## Éléments de définition
L'écotoxicologie – comme son nom l'indique – est une discipline hybride de :
- l’écologie ;
- et la toxicologie, « l'étude des effets nuisibles des produits chimiques sur les écosystèmes » selon Walker et al. (1996).

François Ramade la définit comme une science « dont l'objet est l'étude des polluants toxiques dans les écosystèmes et la biosphère tout entière ».

## Histoire de l'écotoxicologie
L'écotoxicologie est une jeune discipline, apparue dans les années 1970 après la toxicologie et reprenant ses méthodes, mais en les élargissant au champ de l'environnement des humains et de la biosphère tout entière.
L’écotoxicologie est née à la suite des pollutions survenues après la Seconde Guerre mondiale, qui ont fait prendre conscience de l'impact des substances chimiques et des rejets toxiques sur l'environnement et l’Homme. Le terme d’écotoxicologie est prononcé pour la première fois en 1969 par le toxicologue René Truhaut, lors d’une conférence sur l’environnement à Stockholm, ce qui lui vaudra d’être considéré au niveau international comme le père de la discipline. Dans les faits, le rôle précurseur de Jean-Michel Jouany, assistant de Truhaut, dans la conceptualisation de la discipline et la définition de ses objectifs est aujourd’hui reconnu. Pour Jouany, l'écotoxicologie est prioritairement liée à l'écologie puisqu'elle doit viser à cerner l'influence de facteurs de stress sur les relations existant entre les organismes et leur milieu. Jean-Michel Jouany a été le jeune et brillant mentor de René Truhaut, qui a su diffuser à l’échelle internationale une discipline que son jeune assistant a fait émerger. Promu aux fonctions de professeur à l’université de Nancy en 1969, Jean-Michel Jouany développera les enseignements et la recherche en écotoxicologie à l’université de Metz aux côtés de son collègue Jean-Marie-Pelt dès 1971.
En France, deux universités (Metz et Paris-Sud : Orsay) ont fortement contribué à l'extension de cette discipline dans les années 1980/90. Elles seront aidées par les instituts tels que le CEMAGREF (IRSTEA), l’INRA, l’INERIS, l’IFREMER et le CNRS qui à la suite ont développé des unités de recherche en écotoxicologie, ainsi que d’autres universités françaises (Rouen, Bordeaux, Le Havre, Lyon, Lille, Caen…)[réf. nécessaire]. La discipline reconnue par les institutions continue à prospérer.
Alors que la toxicologie classique limite ses études aux organismes, l'écotoxicologie vise à mesurer l'impact des substances chimiques, physiques ou biochimiques, non seulement sur les individus mais aussi sur les populations et les écosystèmes entiers et sur les équilibres dynamiques qui les caractérisent.
Dans les années 1990, une nouvelle discipline semble informellement émerger, dite « Écotoxicologie du paysage » (landscape ecotoxicology), qui vise à mieux tenir compte des interactions entre les processus de l'écologie du paysage et les toxiques environnementaux et en particulier pour de espèces très contraintes par leurs corridors biologiques (saumon par exemple).

## Champ de recherche
L'écotoxicologie a depuis ses débuts travaillé parallèlement à la compréhension des mécanismes d'action et des impacts (directs ou indirects, immédiats ou différés) de toxiques ou de cocktails de toxiques sur des individus et populations, à partir de la pollution d'un ou plusieurs milieux ou des réseaux trophiques, et sur leurs effets à plusieurs échelles, de l'échelle de l'individu à celle de la biosphère, en passant par les populations, métapopulations, biomes, etc.
Les écotoxicologues se sont d'abord intéressé à l'occurrence, à l'étendue et aux impacts des polluants classiques (chimiques), puis, plus récemment, de polluants tels que la radioactivité, les transgènes, les prions, les perturbateurs endocriniens, etc.
Les sources de pollutions les plus étudiées sont l'industrie, la production d'énergie, les transports, les déchets et leur gestion ainsi que l'agriculture moderne (engrais, pesticides, émanations (eutrophisation, gaz à effet de serre, etc.), contaminations biochimique…).
Les modes d'action des polluants dans l'environnement, dont sur la santé, la croissance, la productivité biologique, la santé reproductive, le potentiel biotique, les mutations, les relations prédateur/proie, les symbioses et mutualismes, etc.
Les résistances naturelles ou stratégies des organismes et populations face aux toxiques (tolérance, résistance, phénomènes de détoxication…).
Les polluants dispersés en petites quantités, mais de manière chronique, et les synergies entre polluants sont deux domaines dont les enjeux sont particulièrement importants pour l'écotoxicologue
Cycle biogéochimique des polluants, et circulation dans les réseaux trophiques, via la bioturbation et leur bioaccumulation dans la biomasse, et leur devenir dans la nécromasse, selon leur biodégradation et durée de demi-vie.

## Évaluation des risques
L’évaluation des risques (« Risk assessment ») en écotoxicologie est une percée actuelle en environnement[pas clair]. Vu sous un angle biologique, ce domaine interdisciplinaire a pour but de déterminer les effets des polluants sur la santé des espèces et des peuplements dans leurs habitats naturels. Ultimement, elle permet d’en viser les effets sur la santé des populations humaines. Plusieurs domaines majeurs en science y travaillent ensemble, entre autres, l’écologie théorique, la physiologie, l'écoépidémiologie et la chimie.
L'étude des effets d'une pollution ne seront pas les mêmes selon le niveau d'organisation biologique considéré ; la pertinence écologique de l'explication sera plus élevée pour des niveaux d'organisation eux aussi élevés (individu, population…) tandis que l'explication mécanistique sera privilégiée dans le cas de bas niveaux d'organisation (ADN, cellule…).
L'évaluation du risque environnemental en écotoxicologie passe par les quatre étapes suivantes :
1. L'évaluation des dangers : repose sur la connaissance des propriétés intrinsèques des substances chimiques ;
2. L'évaluation de l’exposition : vise à estimer les niveaux de contamination d’une substance chimique (PEC) ;
3. L'évaluation des effets : consiste à définir la relation concentrations effets (PNEC) ; il existe différents types d'effets toxiques, pouvant être mis en évidence par le biais de tests de toxicité ; ils sont principalement induits par l’interaction avec les biomolécules essentielles pour l’activité cellulaire, et peuvent ensuite se propager au niveau de l'organisme, voire au-delà en remontant la chaîne trophique ;
4. La caractérisation du risque par la mise en relation de l’exposition et des effets potentiels, par le rapport RQ=PEC/PNEC.

## Écotoxicologie et dimension temporelle
En matière de prise en compte du fil du temps, plusieurs perspectives se complètent en écotoxicologie ; « rétrospective » et « prédictive ».
Grâce aux études établies sur la réponse des systèmes biologiques complexes aux polluants, l’écotoxicologie rétrospective interprète l’effet des polluants a posteriori, en s'appuyant sur les données paléontologique, évolutive. Ainsi, l'écopotentialité d'un milieu ou d'une région peut être approchée, et des lignes directrices peuvent être établies afin d’assurer la protection de l’environnement et définir ce que pourrait être le bon état écologique, et le chemin à parcourir pour l'atteindre.
L’écotoxicologie prédictive s’applique à établir et prévoir le comportement et les effets de substances chimiques pouvant interférer et plus ou moins durablement persister dans l’environnement ou accidentellement s'y retrouver, et dont l’examen au préalable remet en question leur prochaine commercialisation.
Cette perspective entre dans les objectifs de la méthodologie de l’évaluation des risques pour la santé des écosystèmes ainsi que dans la mise au point pour l’efficacité des méthodes faisant partie d’une autre percée actuelle en environnement : la protection environnementale.

## Protection environnementale
La protection environnementale (exemples : lutte contre la pollution, préservation de la santé publique, des ressources naturelles, prévention des pollutions et nuisances) est donc la porte d’entrée en biosurveillance (encore exprimée « monitoring biologique » ou « biomonitoring ») qui renforce ses méthodes par l’utilisation montante des bioindicateurs (de contamination et d’effet) ainsi que des biomarqueurs (d’exposition, d’effet et de sensibilité aux effets).

## Discussion
La technologie liée à l’évaluation des risques évolue rapidement. Il existe aujourd’hui un besoin urgent d’acquérir une série de données solides sur les effets associés aux polluants, et ce, à tous les niveaux d’organisation. L’étude des effets aigus et à long terme demande de la prudence dans l’interprétation des effets reliés à plusieurs toxiques, car certains font des erreurs en assumant que les stades de vie les plus sensibles sont les mêmes stades de vie critiques d’une population, ou en assumant que les effets sont additifs.
On peut étudier les effets d’un toxique selon leurs relations avec le taux de croissance de la population ainsi que selon les traits de l’individu (survie et reproduction) qui y contribuent en examinant les théories des dynamiques de la population et en révisant le travail expérimental. Les réponses aux toxiques selon le taux de croissance seraient plus appropriées que les effets au niveau de l’individu, car ce taux intègre les interactions potentiellement complexes de l’histoire de vie des traits et fournit une mesure plus appropriée des impacts en écologie.
De grands efforts ont été déployés en écotoxicologie pour développer et appliquer les biomarqueurs. Les scientifiques ont désiré obtenir des indicateurs qui allaient donner une réponse anticipée des effets avant qu’ils ne surviennent sur les individus et populations. Aussi, on a voulu une meilleure identification des causes liées aux effets observés à ces niveaux. Cependant, la portée des biomarqueurs pouvant fournir des indicateurs écologiques, à la fois non ambiguës et correspondant à l’exposition ou aux effets des toxiques, demeure fortement controversée. Bien que les biomarqueurs puissent aider à donner un aperçu des mécanismes pouvant causer les effets observés des substances chimiques sur la performance de tout l’organisme, et bien qu’ils peuvent dans certains cas fournir des indicateurs d’exposition utiles, les réponses des biomarqueurs au niveau de l’individu ne fournissent probablement pas de prédictions utiles des effets écologiques correspondants. Les biomarqueurs fournissent de meilleures prédictions que s’ils sont utilisés dans un modèle intégrant les mesures de fitness. Autrement, et étant donné que le but de la biosurveillance environnementale et de l’évaluation des risques écologiques est de détecter et de prédire les divers impacts chimiques sur les populations, les communautés et les écosystèmes, les efforts devraient se centrer davantage sur des méthodes qui amélioreraient directement cette perspective.

## Note de définition
Certains emploient le terme biomoniteur (« biomonitor ») au lieu de bioindicateur lorsque celui-ci met l’accent sur une espèce en particulier qui accumule des métaux lourds dans ses tissus et qui peut être analysée en tant que mesure de la biodisponibilité des métaux dans l’habitat dans lequel elle vit. Une multitude de biomoniteurs permettent de reconnaître la présence et l’intensité relative de différentes sources de métaux. Par exemple, une algue macrophyte répond essentiellement et seulement aux sources de métaux dissous, un animal qui récolte les particules en suspension comme la moule répond aux sources de métaux en phase dissoute et suspendue et, un animal qui s’alimente sur le dépôt du fond répond aux sources de métaux dans les sédiments.

## Méthode
La déduction de phénomènes toxicologiques et écotoxiques observés in situ (ex. : Catastrophe de Minamata) est utilisée pour poser des hypothèses, validées ou non par la méthode expérimentale, des tests et la modélisation. Des molécules sont étudiées pour certaines caractéristiques écotoxiques et pour leur capacité à agir en synergie avec d'autres molécules (écotoxiques ou non).
Des outils de biologie moléculaire ou de la transcriptomique peuvent être utilisés ; on est alors dans le domaine de l'écotoxicologie moléculaire.
Une analyse écotoxicologique peut être menée en échantillonnant de façon aléatoire, ou après l'observation d'une dépréciation de la qualité de l'écosystème. Un outil d'évaluation est le Système Modulaire Gradué (SMG). L’évaluation des effets environnement aux de micropolluants se fait selon deux approches 1) études en laboratoire, extrapolation et vérification in-situ ou 2) observation in situ → émission d’hypothèses et vérification au laboratoire.

## En France
- Un programme national d’écotoxicologie (PNETOX) a été mis en place par le Ministère chargé de l'environnement en 1996. En 2008, un colloque de restitution[13] a été mis en forme pour répondre à deux questions :
  - comment la connaissance et les méthodes de l'écotoxicologie peuvent contribuer à une meilleure gestion des milieux ? ;
  - la connaissance produite et les méthodes développées par l'écotoxicologie permettront-elles dans le futur de mieux gérer les milieux (dont en prenant en compte de nouvelles approches pour répondre à la question des polluants émergents) ?
- Un Pôle national applicatif en toxicologie et écotoxicologie[14] a été créé le 15 janvier 2009 pour développer les orientations des PNSE (I et II) et du rapport final du Comité Opérationnel sur la Recherche du Grenelle de l’environnement[15]. Il vise aussi à répondre aux enjeux et urgences du règlement européen REACH[16], qui impose notamment des méthodes alternatives aux essais sur animaux pour l'évaluation des substances, pour des raisons éthiques et pour diminuer les couts de l'évaluation in vivo de la toxicité d'une molécule (jusqu'à 75 % des coûts d'une étude[17]). Il vise la mise en réseau des chercheurs du domaine et l'atteinte d'une « taille critique de niveau international ». Ce pôle vise à développer les partenariats public-privé, clarifier et finaliser des axes communs de recherche, contribuer à l'effort national d'enseignement du domaine, développer des équipements et mettre en réseau ceux qui existent ainsi que le transfert de technologie et des start-up[17].